# Fichter (Automobilhersteller)
Fichter war ein US-amerikanischer Hersteller von Automobilen.

## Unternehmensgeschichte
R. M. Fichter betrieb eine mechanische Werkstätte in Sutter in Kalifornien. Er stellte 1910 einige Automobile nach Kundenaufträgen her. Der Markenname lautete Sutter.
Es ist nicht bekannt, wann das Unternehmen aufgelöst wurde.

## Fahrzeuge
Die Fahrzeuge hatten Ottomotoren.